# Észtország a 2022. évi téli olimpiai játékokon
Észtország a kínai Pekingben megrendezett 2022. évi téli olimpiai játékok egyik részt vevő nemzete volt. Az országot az olimpián 8 sportágban 26 sportoló képviselte, akik összesen 1 érmet szereztek.

## Érmesek
| Érem  | Versenyző     | Sportág      | Versenyszám    |
| ----- | ------------- | ------------ | -------------- |
| Bronz | Kelly Sildaru | Síakrobatika | Női slopestyle |

## Alpesisí
Férfi
| Versenyző    | Versenyszám      | 1. futam      | 1. futam      | 2. futam | 2. futam | Összesítés | Összesítés |
| Versenyző    | Versenyszám      | Idő           | Hely.         | Idő      | Hely.    | Idő        | Helyezés   |
| ------------ | ---------------- | ------------- | ------------- | -------- | -------- | ---------- | ---------- |
| Tormis Laine | Óriás-műlesiklás | nem ért célba | nem ért célba | kiesett  | kiesett  | kiesett    | kiesett    |
| Tormis Laine | Műlesiklás       | nem ért célba | nem ért célba | kiesett  | kiesett  | kiesett    | kiesett    |

Női
| Versenyző         | Versenyszám      | 1. futam      | 1. futam      | 2. futam | 2. futam | Összesítés | Összesítés |
| Versenyző         | Versenyszám      | Idő           | Hely.         | Idő      | Hely.    | Idő        | Helyezés   |
| ----------------- | ---------------- | ------------- | ------------- | -------- | -------- | ---------- | ---------- |
| Katie Vesterstein | Óriás-műlesiklás | 1:05,39       | 43.           | 1:05,05  | 34.      | 2:10,44    | 35.        |
| Katie Vesterstein | Műlesiklás       | nem ért célba | nem ért célba | kiesett  | kiesett  | kiesett    | kiesett    |

## Biatlon
Férfi
| Versenyző                                           | Versenyszám            | Időeredmény | Lövőhiba    | Helyezés |
| --------------------------------------------------- | ---------------------- | ----------- | ----------- | -------- |
| Kalev Ermits                                        | 20 km egyéni indításos | 57:21,3     | 6 (2+2+0+2) | 78.      |
| Kalev Ermits                                        | 10 km sprint           | 27:46,4     | 4 (2+2)     | 88.      |
| Raido Ränkel                                        | 20 km egyéni indításos | 56:32,4     | 5 (0+2+1+2) | 73.      |
| Raido Ränkel                                        | 10 km sprint           | 26:39,1     | 2 (0+2)     | 51.      |
| Raido Ränkel                                        | 12,5 km üldözőverseny  | 46:23,1     | 6 (1+1+2+2) | 47.      |
| Kristo Siimer                                       | 20 km egyéni indításos | 55:32,7     | 3 (0+0+1+2) | 60.      |
| Kristo Siimer                                       | 10 km sprint           | 27:06,6     | 1 (1+0)     | 70.      |
| Rene Zahkna                                         | 20 km egyéni indításos | 56:06,0     | 3 (0+0+1+2) | 68.      |
| Rene Zahkna                                         | 10 km sprint           | 26:37,9     | 1 (0+1)     | 50.      |
| Rene Zahkna                                         | 12,5 km üldözőverseny  | 46:54,0     | 3 (0+0+2+1) | 50.      |
| Rene Zahkna Kristo Siimer Kalev Ermits Raido Ränkel | 4 × 7,5 km váltó       | 1:26:03,6   | 2+12        | 15.      |

Női
| Versenyző                                             | Versenyszám            | Időeredmény | Lövőhiba    | Helyezés   |
| ----------------------------------------------------- | ---------------------- | ----------- | ----------- | ---------- |
| Susan Külm                                            | 15 km egyéni indításos | 54:17,0     | 6 (2+2+1+1) | 82.        |
| Susan Külm                                            | 7,5 km sprint          | 23:15,3     | 1 (0+1)     | 44.        |
| Susan Külm                                            | 10 km üldözőverseny    | 40:57,3     | 3 (1+1+1+0) | 45.        |
| Regina Oja                                            | 15 km egyéni indításos | 53:53,7     | 7 (4+0+2+1) | 79.        |
| Regina Oja                                            | 7,5 km sprint          | 23:24,4     | 2 (1+1)     | 56.        |
| Regina Oja                                            | 10 km üldözőverseny    | 41:14,5     | 5 (3+1+0+1) | 50.        |
| Johanna Talihärm                                      | 15 km egyéni indításos | 51:59,5     | 3 (0+1+1+1) | 66.        |
| Johanna Talihärm                                      | 7,5 km sprint          | 23:13,3     | 0 (0+0)     | 43.        |
| Johanna Talihärm                                      | 10 km üldözőverseny    | nem indult  | nem indult  | nem indult |
| Tuuli Tomingas                                        | 15 km egyéni indításos | 49:20,3     | 4 (0+1+1+2) | 43.        |
| Tuuli Tomingas                                        | 7,5 km sprint          | 22:49,2     | 2 (1+1)     | 33.        |
| Tuuli Tomingas                                        | 10 km üldözőverseny    | 41:12,2     | 7 (0+2+3+2) | 49.        |
| Susan Külm Regina Oja Johanna Talihärm Tuuli Tomingas | 4 × 6 km váltó         | lekörözték  | lekörözték  | 15.        |

Vegyes
| Versenyző                                           | Versenyszám  | Időeredmény | Lövőhiba | Helyezés |
| --------------------------------------------------- | ------------ | ----------- | -------- | -------- |
| Regina Oja Kristo Siimer Tuuli Tomingas Rene Zahkna | Vegyes váltó | 1:11:56,5   | 1+14     | 16.      |

## Északi összetett
| Versenyző      | Versenyszám      | Síugrás | Síugrás | Síugrás | Síugrás    | Sífutás | Sífutás | Összesítés | Összesítés |
| Versenyző      | Versenyszám      | Táv     | Pont    | Hely.   | Időhátrány | Idő     | Hely.   | Idő        | Helyezés   |
| -------------- | ---------------- | ------- | ------- | ------- | ---------- | ------- | ------- | ---------- | ---------- |
| Kristjan Ilves | Nagysánc + 10 km | 140,0   | 128,7   | 2.      | +0:44      | 27:29,5 | 29.     | 28:13,5    | 9.         |

## Gyorskorcsolya
Férfi
| Versenyző   | Versenyszám | Eredmény | Helyezés |
| ----------- | ----------- | -------- | -------- |
| Marten Liiv | 500 m       | 35,26    | 24.      |
| Marten Liiv | 1000 m      | 1:08,65  | 7.       |

## Műkorcsolya
| Versenyző         | Versenyszám  | Rövid program | Rövid program | Kűr     | Kűr     | Összesítés | Összesítés |
| Versenyző         | Versenyszám  | Pont          | Hely.         | Pont    | Hely.   | Pont       | Helyezés   |
| ----------------- | ------------ | ------------- | ------------- | ------- | ------- | ---------- | ---------- |
| Aleksandr Selevko | Férfi egyéni | 65,29         | 28.           | kiesett | kiesett | kiesett    | kiesett    |
| Eva-Lotta Kiibus  | Női egyéni   | 59,55         | 21.           | 112,20  | 20.     | 171,75     | 21.        |

## Síakrobatika
Akrobatika
Női
| Versenyző     | Versenyszám | Selejtező | Selejtező  | Selejtező | Selejtező     | Selejtező | Döntő    | Döntő    | Döntő    | Döntő         | Döntő                    |
| Versenyző     | Versenyszám | 1. futam  | 2. futam   | 3. futam  | Jobb eredmény | Hely.     | 1. futam | 2. futam | 3. futam | Jobb eredmény | Helyezés                 |
| ------------- | ----------- | --------- | ---------- | --------- | ------------- | --------- | -------- | -------- | -------- | ------------- | ------------------------ |
| Kelly Sildaru | Slopestyle  | 80,96     | 86,15      |           | 86,15.        | 1.        | 82,06    | 46,71    | 78,75    | 82,06         | 3. helyezett, bronzérmes |
| Kelly Sildaru | Big air     | 40,25     | 85,25      | 28,00     | 125,50        | 17.       | kiesett  | kiesett  | kiesett  | kiesett       | kiesett                  |
| Kelly Sildaru | Félcső      | 87,50     | nem indult |           | 87,50         | 3.        | 80,25    | 87,00    | 85,00    | 87,00         | 4.                       |

## Sífutás
Távolsági
Férfi
| Versenyző                                              | Versenyszám     | Klasszikus | Klasszikus | Szabad  | Szabad | Összesen   | Összesen |
| Versenyző                                              | Versenyszám     | Idő        | Hely.      | Idő     | Hely.  | Idő        | Helyezés |
| ------------------------------------------------------ | --------------- | ---------- | ---------- | ------- | ------ | ---------- | -------- |
| Alvar Johannes Alev                                    | 15 km           |            |            |         |        | 41:12,5    | 35.      |
| Alvar Johannes Alev                                    | 30 km           | 42:08,8    | 36.        | 41:08,3 | 38.    | 1:23:50,5  | 33.      |
| Alvar Johannes Alev                                    | 50 km           |            |            |         |        | 1:16:28,4  | 36.      |
| Martin Himma                                           | 15 km           |            |            |         |        | 42:44,4    | 56.      |
| Henri Roos                                             | 15 km           |            |            |         |        | 44:17,8    | 70.      |
| Alvar Johannes Alev Martin Himma Marko Kilp Henri Roos | 4 × 10 km váltó |            |            |         |        | lekörözték | 15.      |

Női
| Versenyző                                               | Versenyszám    | Klasszikus | Klasszikus | Szabad  | Szabad | Összesen  | Összesen |
| Versenyző                                               | Versenyszám    | Idő        | Hely.      | Idő     | Hely.  | Idő       | Helyezés |
| ------------------------------------------------------- | -------------- | ---------- | ---------- | ------- | ------ | --------- | -------- |
| Kaidy Kaasiku                                           | 10 km          |            |            |         |        | 33:50,7   | 70.      |
| Kaidy Kaasiku                                           | 15 km          | 27:02,9    | 55.        | 24:32,7 | 51.    | 52:12,6   | 54.      |
| Keidy Kaasiku                                           | 10 km          |            |            |         |        | 32:55,4   | 60.      |
| Keidy Kaasiku                                           | 15 km          | 25:40,7    | 47.        | 23:23,9 | 26.    | 49:40,7   | 39.      |
| Aveli Uustalu                                           | 10 km          |            |            |         |        | 35:46,2   | 80.      |
| Kaidy Kaasiku Merlii Mariel Keidy Kaasiku Aveli Uustalu | 4 × 5 km váltó |            |            |         |        | 1:01:18,9 | 16.      |

Sprint
| Versenyző                          | Versenyszám         | Selejtező | Selejtező | Negyeddöntő | Negyeddöntő | Elődöntő | Elődöntő | Döntő   | Helyezés |
| Versenyző                          | Versenyszám         | Idő       | Hely.     | Idő         | Hely.       | Idő      | Hely.    | Idő     | Helyezés |
| ---------------------------------- | ------------------- | --------- | --------- | ----------- | ----------- | -------- | -------- | ------- | -------- |
| Martin Himma                       | Férfi egyéni sprint | 3:00,07   | 48.       | kiesett     | kiesett     | kiesett  | kiesett  | kiesett | 48.      |
| Marko Kilp                         | Férfi egyéni sprint | 2:58,95   | 45.       | kiesett     | kiesett     | kiesett  | kiesett  | kiesett | 45.      |
| Henri Roos                         | Férfi egyéni sprint | 2:57,15   | 41.       | kiesett     | kiesett     | kiesett  | kiesett  | kiesett | 41.      |
| Martin Himma Henri Roos            | Férfi csapatsprint  |           |           |             |             | 20:24,29 | 5.       | kiesett | 11.      |
| Kaidy Kaasiku                      | Női egyéni sprint   | 3:31,54   | 48.       | kiesett     | kiesett     | kiesett  | kiesett  | kiesett | 48.      |
| Keidy Kaasiku                      | Női egyéni sprint   | 3:36,82   | 62.       | kiesett     | kiesett     | kiesett  | kiesett  | kiesett | 62.      |
| Mariel Merlii Pulles               | Női egyéni sprint   | 3:27,71   | 41.       | kiesett     | kiesett     | kiesett  | kiesett  | kiesett | 41.      |
| Aveli Uustalu                      | Női egyéni sprint   | 3:37,10   | 64.       | kiesett     | kiesett     | kiesett  | kiesett  | kiesett | 64.      |
| Keidy Kaasiku Mariel Merlii Pulles | Női csapatsprint    |           |           |             |             | 24:47,51 | 9.       | kiesett | 17.      |

## Síugrás
Férfi
| Versenyző     | Versenyszám | Selejtező | Selejtező | Selejtező | 1. ugrás | 1. ugrás | 1. ugrás | 2. ugrás | 2. ugrás | 2. ugrás | Összesítés | Összesítés |
| Versenyző     | Versenyszám | Táv       | Pont      | Hely.     | Táv      | Pont     | Hely.    | Táv      | Pont     | Hely.    | Pont       | Helyezés   |
| ------------- | ----------- | --------- | --------- | --------- | -------- | -------- | -------- | -------- | -------- | -------- | ---------- | ---------- |
| Artti Aigro   | Normálsánc  | 86,0      | 80,0      | 33.       | 97,0     | 116,7    | 34.      | kiesett  | kiesett  | kiesett  | kiesett    | kiesett    |
| Artti Aigro   | Nagysánc    | 117,0     | 102,0     | 31.       | 130,0    | 121,4    | 29.      | 127,5    | 117,9    | 28.      | 239,3      | 30.        |
| Kevin Maltsev | Normálsánc  | 89,5      | 80,2      | 32.       | 96,5     | 112,5    | 40.      | kiesett  | kiesett  | kiesett  | kiesett    | kiesett    |
| Kevin Maltsev | Nagysánc    | 113,0     | 94,3      | 41.       | 126,5    | 113,6    | 37.      | kiesett  | kiesett  | kiesett  | kiesett    | kiesett    |